# Human Desire (film fra 1919)
Human Desire er en amerikansk stumfilm fra 1919 af Wilfrid North.

## Medvirkende
- Anita Stewart som Berenice
- Conway Tearle som Robert Lane
- Vernon Steele som Jasper Norton
- Eulalie Jensen som Helen Lane
- Naomi Childers som Marguerite Hunt